# The Last Time/Play with Fire
The Last Time/Play with Fire è il sesto singolo del gruppo rock inglese The Rolling Stones pubblicato nel Regno Unito nel 1965.

## Tracce
Lato A
1. The Last Time – 3:41 (Jagger/Richards)

Lato B
1. Play with Fire – 2:14 (Nanker Phelge)

## I brani
The Last Time
The Last Time è stata scritta da Mick Jagger & Keith Richards. Si tratta del primo brano dei Rolling Stones scritto dai due a essere stato pubblicato su singolo in Gran Bretagna. Venne successivamente inclusa nella versione statunitense dell'album Out of Our Heads dello stesso anno. La canzone venne regolarmente suonata in concerto durante i tour della band del 1965, 1966, e 1967.
Anche se la canzone è accreditata a Mick Jagger e Keith Richards, Richards confessò che la melodia del brano era basata su un  traditional gospel intitolato This May Be The Last Time, registrato dalle Staple Singers nel 1955.
Esistono diversi filmati dell'epoca che mostrano l'esecuzione della canzone da parte dei Rolling Stones nel 1965: dal popolare programma TV della BBC Top of the Pops, al New Musical Express Poll Winners Concert del 1965, dall'Ed Sullivan Show, allo Shindig! e al The Hollywood Palace. Una esecuzione dal vivo completa di The Last Time è contenuta inoltre nella riedizione del 2012 del documentario originale del 1965 Charlie Is My Darling. Il filmato stabilisce inequivocabilmente che il caratteristico riff chitarristico della canzone venne suonato da Brian Jones, mentre gli accordi e l'assolo di chitarra sono opera di Keith Richards.

## Registrazione
The Last Time venne registrata agli RCA Studios di Hollywood, California, nel gennaio 1965. La traccia fu mixata anche in formato stereo, oltre che mono (che era lo standard dell'epoca), e la versione stereo è notevolmente più breve.

## Controversie
Nel 1997, l'ex manager dei Rolling Stones Allen Klein, la cui ABKCO Records detiene i diritti di pubblicazione sui brani degli Stones del periodo 1963-1970, citò in giudizio la rock band inglese The Verve per aver utilizzato un campionamento della versione orchestrale di The Last Time prodotta dalla Andrew Oldham Orchestra per la loro canzone Bitter Sweet Symphony. I Verve avevano ottenuto il permesso di utilizzare il campionamento, ma Klein affermò che ne avessero abusato troppo infrangendo così il copyright. Il giudice diede ragione a Klein, e i Verve furono condannati a cedere i diritti di Bitter Sweet Symphony alla ABKCO e i crediti di composizione del brano andarono a "Jagger/Richards". Ciò portò Andrew Loog Oldham, che deteneva i diritti della versione orchestrale campionata, a far causa anch'esso ai Verve.

## Classifiche
Il singolo fu il terzo numero 1 della band in Inghilterra, restando quattro settimane consecutive in vetta alla classifica dei singoli. In Germania arriva primo per quattro settimane, in Olanda primo per tre settimane, in Norvegia primo ed in Austria settimo. Negli Stati Uniti invece il singolo si piazzò alla posizione numero 9.

## Formazione
- Mick Jagger - voce
- Brian Jones - chitarra
- Keith Richards - chitarra
- Bill Wyman - basso
- Charlie Watts - batteria

## Edizioni
- 1965 - The Last Time (Decca Rercords, F.12104, 7")
- 1965 - The Last Time (London Records, London 45-LON.9741, 7")

## Cover
- Nel 1966, le Candy & The Kisses registrarono una versione della canzone e la pubblicarono su singolo.
- Nel 1967, a seguito dell'incarcerazione di Mick Jagger e Keith Richards, per reati inerenti alla droga, i The Who incisero le loro versioni di The Last Time e Under My Thumb e le pubblicarono come singolo, The Last Time/Under My Thumb. L'intenzione era quella di aiutare Jagger e Richards a uscire di prigione pagando la cauzione grazie ai profitti delle vendite del disco, ma quando il singolo arrivò nei negozi, i due erano stati già rilasciati. Le canzoni allora furono ritirate dai negozi dove restarono in vendita per una settimana soltanto. Poiché John Entwistle era in viaggio di nozze all'epoca della registrazione delle due cover degli Stones, egli autorizzò i restanti Who a incidere senza di lui e le parti di basso furono suonate e sovraincise da Pete Townshend. Nella breve permanenza nei negozi, il singolo riuscì comunque a raggiungere la posizione n. 44 nella classifica britannica dei singoli.
- Nel 1996, la cantante serba Dušan Prelević ha pubblicato una reinterpretazione del brano in lingua serba, intitolata Neću da se predam (I Won't Give Up), inclusa sul suo album Ja, Prele.[4]
- Il cantante australiano John Farnham nel suo album del 2002, The Last Time.
- La cantante tedesca Nena registrò una versione della canzone nel suo album del 2007 Cover Me.
- Mick Jagger ha eseguito una versione del brano insieme agli Arcade Fire nel corso di una puntata del Saturday Night Live andata in onda il 19 maggio 2012.